# Dharmapala
Dharmapala (Dharmapala Bahu) després Dom João Periya Bandara, conegut com a Dom João Dharmapala (+ 27 de maig de 1597), fou el darrer rei de Kotte (1551-1597). Era fill del raja Vidiye Bandara de Madampe i Samudra Devi, filla de Bhuvaneka Bahu VII. El raja havia tingut amb aquesta princesa dos fills, Dharmapala i Vijayapala, i el gran fou designat com a successor del seu avi, sota custòdia del germà del seu pare, Tammita Sembahap Perumal, però es va acordar posar-lo sota protecció del rei Joan III de Portugal.

## Primers anys
Un bramin local i ministre, Panditer, fou enviat a Lisboa on va arribar l'agost de 1541 sent rebut per tota l'aristocràcia portuguesa (per ordre del rei). Portat a palau es van canviar regals amb Joan III i l'ambaixador va demanar el reconeixement de Dharmapala com a hereu i com a protegit que li fou atorgat. Panditer va assegurar que es seguiria pagant el subsidi als portuguesos els quals podrien conservar els seus drets a l'illa amb les places cedides pel rei de Kotte sempre que es fessin càrrec de la seva defensa. Un decret reial portuguès ho va confirmar a Almeirim el 12 de març de 1543. Es van fer també una regulacions comercials que incloïen la prohibició de les crueltats dels factors portuguesos i alguns arranjaments sobre la cristianització (amb l'enviament de sis franciscans dirigits per João de Villa de Conde). Panditer va retornar a l'Índia i d'allí, amb dues galeres, va arribar a Ceilan.
La monarquia singalesa havia de ser ocupada per una persona de casta reial, que s'anomenava a si mateix Stiriya Wansa (descendent del Sol); la casta reial era exclusiva dels membres de la família regnant mentre les reines per costum es portaven del sud de l'Índia i s'anomenava Ran Doliya (Vehicle Daurat). En general existia la norma de la monogàmia però en la casa reial es permetia al rei tenir dues o tres esposes secundàries anomenades Yakada Doliye (Vehicle de Ferro). El rei Bhuvaneka Bahu VII tenia de la seva reina Yakada Dolt dos fills, que tenien pretensions de ser reis i van quedar decebuts per l'elecció de Dharmapala com a hereu. Per compensar-los se'ls va proposar conquerir (pels seus propis mitjans) els regnes de Kanda Uda Rata (Senkadagala/Kandy) i el de Jaffna; al mateix temps corrien rumors sobre que Mayadunne, rei de Sitawaka, volia renovar la seva reclamació del tron i estava reunint un exèrcit.
El setembre de 1545 João de Castro va succeir com a virrei a Sousa amb instruccions de atendre la petició de Bhuvaneka Bahu VII per als seus dos fills, que havien arribat a Goa amb un gran tresor per comprar l'ajuda; ràpidament es va preparar un consell per decidir l'ajut als prínceps, ja que en cas d'aconseguir els seus fins estaven disposats a declarar-se vassalls del rei de Portugal. Però es va desenvolupar una epidèmia de verola que va matar a centenars de persones i entre ells als dos prínceps (amb un mes de diferència un de l'altra) sent enterrats amb honors al convent de Sant Francesc.

## Pujada al tron
El 1550 el rei Bhuvaneka Bahu VII patia feia algun temps atacs de febre, i es va retirar a Kelaniya a la riba del Kelani Ganga. El 1551 quan hi havia monsó del nord-oest i no es podia enviar ajut des de l'Índia, Mayadunne va reagrupar les seves forces i va començar la invasió del territori del rei de Kotte. Va arribar a la vista de la ciutat i es va topar amb l'exèrcit reial manat pel gendre del rei, Vidiye Bandara, i els portuguesos, dirigits per Gaspar de Azevedo, capità de Colombo. Després d'una seria de xocs menors Mayadunne es va haver de retirar a l'altre costat del riu Kelani Ganga seguit per l'exèrcit reial i els portuguesos. Bhuvaneka Bahu VII que residia a la zona on les forces van arribar, es va acostar per inspeccionar l'exèrcit i va rebre un tret al cap d'un portuguès, el mulat Antonio de Barcelos, un esclau del virrei Afonso de Noronha, que aquest havia deixat a la zona (per realitzar aquesta missió) quan va estar allí de camí a Goa i se'n va haver d'anar expulsat per Bhuvaneka Bahu VII. Vidiye Bandara es va retirar amb les seves forces cap a Kotte, on va dirigir la cerimònia funerària i el seu fill Dharmapala fou proclamat rei, sent ell mateix el primer a jurar-li fidelitat seguit de Gaspar de Azevedo i la resta de nobles. Vidiye Bandara va assolir la regència.
L'octubre de 1551 el virrei Afonso de Noronha va arribar a Colombo amb un fort exèrcit de 3000 homes en 70 vaixells, oficialment per arranjar els afers de l'illa. 500 soldats manats pel virrei van ocupar Kotte i van intentar trobar el tresor reial, però cap funcionari va voler revelar el secret ni sota cap de les tortures imposades. El palau fou saquejat i tot el valuós s'ho van emportar.

## Guerres sota la regència de Vidiye Bandara
Després va oferir atacar a Mayadunne i va demanar a Dharmapala (de fet al regent) 200.000 pardaos a canvi del seu ajut, la meitat al moment i l'altra meitat sortiria del saqueig de Sitawaka que s'havia de repartir entre els reis de Ceilan i el de Portugal. El regent només va poder pagar 80.000 pardaos però el virrei va acceptar i va posar a la seva disposició 3000 portuguesos ocupant les fortaleses que controlaven la ruta des de Kelaniya a Sitawaka; després van entrar a la ciutat que havia estat abandonada (Mayadunne s'havia retirat a Deraniyagala, deixant un missatge en què els oferia la ciutat per allotjar-se i els convidava a anar a les muntanyes on els esperava amb el seu tresor amb nombroses pedres precioses). Sitawaka estava construïda a la vora del riu Sitawaka Ganga i era força gran, i prop tenia un rierol famós per produir moltes pedres precioses. Els portuguesos van ocupar la ciutat i van saquejar les cases, el palau i el preciós temple de granit treballat de Bhairawa Kovil. Quan el regent va reclamar la seva part del saqueig, el virrei s'hi va negar al·legant que encara devia 20.000 pardaos.
Retornats a Kotte van robar als habitants de totes les joies i coses de valor. El regent Vidiye Bandara va fugir i Sembahap Perumal nomenat al seu lloc. Es va demanar al rei de convertir-se al cristianisme però aquest va donar llargues a l'afer dient que en aquell moment no era convenient per l'oposició dels seus súbdits però entregava un jove príncep fill del seu antecessor, per ser criat a Goa com un cristià. Quan el rei va declarar no poder pagar els 20.000 pardaos, el regent Sembahap Perumal fou enviat presoner a un vaixell com a garant del deute; finalment va poder pagar 5000 pardaos i alliberat amb la promesa de pagar la resta en 1 any.
Poc després el virrei va abandonar l'illa i Vidiye Bandara, ja considerat el cap del partit nacional contra els portuguesos, va retornar al poder; el factor portuguès de Colombo fou executat, la conversió de singalesos al cristianisme es va prohibir i els sacerdots es van haver de refugiar a la jungla. El virrei no va poder ocupar-se de moment dels afers de Ceilan doncs els turcs estaven atacant Ormuz i va enviar un missatge conciliador a Vidiye Bandara. Els portuguesos foren conscients de que els calia una zona de domini exclusiu i no dependent del rei i el nou virrei Pedro Mascarenhas (successor de Noronha el setembre de 1554) va enviar a Duarte de Eca a Ceilan el novembre de 1554 amb 500 soldats per restaurar el fort de Colombo, que fou engrandit fins a ocupar part de la ciutat dita de Colombo; la llacuna fou assecada i convertida en posició de defensa.
Duarte de Eca havia rebut ordres de fer presoner a Vidiye Bandara, hostil als portuguesos. Fou capturat i encadenat mentre la seva esposa Samudra Devi va fugir a Raigama. Mitjançant pagament, la princesa va aconseguir fer escapar al seu marit presoner i els dos junts es van retirar a Pelenda als límits del korale Pasdun. Alli va començar una campanya contra els portuguesos atacant les poblacions de la costa, destruint les esglésies construïdes pels franciscans i executant els portuguesos capturats.

## Final de Vidiye Bandara
Samuda Devi va morir poc després i Vidiye es va casar amb una filla de Mayadunne (una filla que era vídua) i es preveia una aliança, però Vidiye va tractar tant malament a la princesa que aquesta aliança es va esvair i Mayadunne es va aliar als portuguesos amb els que va signar un tractat l'agost de 1555 segons el qual un exèrcit manat pel fill petit de Mayadunne, Tikiri Rajjuru Bandara (de 13 anys) i pel general Wikramasinha Mudiyanse, avançaria cap el Kalu Ganga i es reuniria a Kalatura amb un contingent portuguès de 300 homes. Així es va fer; després de creuar el Pelen Ganga foren atacats per Vidiye Bandara, però l'atac fou rebutjat i Vidiye va abandonar a la seva esposa i els tresors; la princesa fou enviada a Sitawaka i mentre durant dos dies els soldats portuguesos i de Mayadunne es van dedicar a destruir la posició fortificada que havia allotjat a Vidiye. Els soldats van acampar al mig de l'herba i llacunes pantanoses infestades de sangoneres, l'horrible maledicció de la zona humida, contra les que la roba no els podia protegir; això va afectar greument a les forces de Sitiwaka que van abandonar el lloc i van seguir en persecució de Vidiye Bandara que es va refugiar al regne de Uda Rata on fou ben rebut pel rei Karaliyadda Bandara, que el 1551 s'havia revoltat contra el seu pare Jaya Vira i li havia arrabassat el poder.
Vidiye Bandara va aixecar un nou exèrcit i es va dirigir al Quatre Korales on fou atacat per Tikiri Rajjuru Bandara (el fill de Mayadunne) i es va haver de retirar cap a les muntanyes. L'exèrcit d'Uda Rata, desmoralitzat, es va desbandar després de poca resistència i fou perseguit i massacrat i el seu general fou aclamat pels soldats vencedors amb el nom de Raja Sinha (Rei Lleó).
Mayadunne va cridar al rei d'Uda Rata, Karaliyadda, per expulsar a Vidiye Bandara, que es va refugiar a Devamedda amb el raja Edirimanna Surya. A Mudukonda Pola el refugiat fou saludat pel seu parent. Pero Vidiye no va tardar en matar el seu amfitrió i apoderar-se del govern dels Set Korales. La població va apel·lar al rei de Kotte i al de Sitawaka i els exèrcits dels dos reis, amb alguns portuguesos, es van posar en campanya. Vidiye va reunir els tresors que va poder i va fugir a Kalpitiya, des de on va embarcar cap a Jaffna. El rei de Jaffna el va rebre amablement i li va prometre ajuda. Però durant un festival es va produir una explosió accidental i Vidiye es va alarmar i va esclatar una confusa lluita en que el regent començar a matar gent amb l'espasa; fins a 60 tàmils van morir abans de poder-lo dominar i matar; entre els que van morir hi havia el seu fill Vijayapala, el germà de Dharmapala; els seus tresors van quedar pel rei tàmil de Jaffna.

## Regència de Sembahap Perumal
Kotte quedava sense un líder capacitat. Sembahap Perumal havia estat desterrat a Goa l'any abans on el seu amic Francisco Barreto era governador (1555-1558) i li va donar una calida acollida i amb el temps el va convèncer per batejar-se com a Francisco. Un temps després fou enviat a Kotte acompanyat del franciscà Villa de Conde, on va recuperar la seva posició de regent.

## Dharmapala esdevé cristià com Dom João
El 1556 la comunitat de la casta de pescadors de la costa al sud de Colombo, uns 70.000, es van convertir al cristianisme. El mateix any es va batejar el jove Dharmapala amb el nom de Dom João Periya Bandara, i la seva reina es va batejar al mateix temps amb el nom de Donha Catherina (per la reina de Portugal). João Dharmapala va escriure al rei demanant ajut contra Mayadunne, però quan la carta va arribar al rei ja havia mort i la reina mare i el cardenal Dom Enric (Henrique) actuaven com a regents del rei infant Dom Sebastiao, van enviar instruccions al virrei. El papa, el rei de França i el rei de les Espanyes van enviar felicitacions al nou rei cristià. A la cort alguns nobles van seguir al rei i les costums i títols portuguesos es van estendre. João Dharmapala va viatjar a Lisboa sent esmentat com "príncep de Ceylao" i va rebre el títol formal de comte; quan va retornar a Goa es va casar a una dama portuguesa. Mayadunne va prendre avantatge de l'impopular conversió del seu nebot i es va presentar com el campió nacional singalès. Es van produir disturbis a Kotte i els portuguesos van haver de disparar.

## Guerres contra Mayadunne i Raja Sinha I
Mayadunne va aixecar forces a la província (disawani) de Matara (entre Kotte i Walaye Ganga); Afonso Pereira de Lacerda (1555-1559) fou enviat des de Goa per ajudar el rei i va aconseguir rebutjar a les forces de Mayadunne a les portes de la capital. Pereira fou succeït per Jorge de Meneses Baroche el maig de 1559 i va rebutjar un exèrcit dirigit per Wikramasinha Mudaliyar. Raja Sinha, el fill de Mayadunne, va dirigir en persona un cos de guerrers experts amb elefants i cavalleria de suport que van atacar als portuguesos i es va lliurar una gran batalla a la planta entre Mulleriyawa i Kaduwela, a uns 20 km de Colombo i els portuguesos van acabar retirant-se, i encara que se'ls va tallar la retirada van poder guanyar els vaixells que els esperaven al riu. Raja Sinha va fundar dos fortaleses a Kaduwela i Rakgaha Watta per controlar els camins des de Colombo que els portuguesos, per recuperar el seu prestigi, planejaven atacar; però altre cop foren derrotats i perseguits per Wikramasinha; reforços procedents de l'Índia van arribar aviat però enlloc de atacar Mayadunne es van dedicar a combatre contra el rei de Jaffna.
El nou virrei fou Dom Constantino de Bragança (8 de setembre de 1558 a 7 de setembre de 1561). Raja Sinha feia incursions ràpides cap a la capital i cap a Colombo. Kotte fou rodejada i bloquejada i els portuguesos després de menjar-se els elefants, van haver de recórrer al canibalisme; un grup important dins de la capital era partidari de la rendició, però van aguantar i finalment Raja Sinha va retornar a Sitawaka. L'octubre de 1564 va retornar a Kotte que va quedar assetjada novament; el 12 de febrer de 1565 la ciutat fou assaltada però l'assalt fou rebutjat. Mentre els portuguesos van negociar amb Karaliyadda de Uda Rata, que va fer un atac a la frontera de Sitawaka obligant a Raja Sinha a tornar corrent per fer front a aquest perill.

## El regne de Kotte es trasllada a Colombo
El 1565 Diogo de Melo Coutinho (1565-1568 i 1570-1572) fou enviat a Ceilan per establir el centre del domini portuguès a Colombo, a la costa, que podia ser accedida més fàcilment des de l'Índia, al contrari que Kotte, al interior. La cort reial havia de ser transferida a Colombo així com població i artilleria i així es va fer el juliol de 1565, tot i la protesta singalesa. Kotte va quedar deserta i el regne va deixar d'existir de fet si bé de iure va seguir a Colombo. La fortalesa de Wattala impedia als portuguesos avançar cap al nord creuant el Kelani Ganga; una altra fortalesa, a Nagalagama, prop del fort de Colombo, impedia avançar cap a Sitawaka: i una tercera fortalesa a la plana de Mapane, al sud de Colombo, els tallava l'avanç cap a Matara. Els portuguesos, aconsellats pels mudaliyars, seguien donant suport a Dharmapala i feien algunes incursions limitades a la vora de Colombo.
A Colombo hi va haver un intent d'enverinar a Dharmapala amb una droga al seu vi que encara que no el va matar li va fer perdre les dents i el va deixar tartamut; segurament el responsable fou el capità Diogo de Melo Coutinho que davant les protestes, fou destituït i enviat a Goa sota arrest i va morir pel camí.
El 4 d'agost de 1578 es va lliurar la famosa batalla d'Alcazarquebir o Batalla dels tres reis on el rei va morir junta amb 9000 homes (més 8000 fets presoners). El va succeir el seu oncle Dom Henrique de Avis, un home feble i fanàtic religiós de 65 anys a la mort del qual al cap de pocs mesos el tron portuguès va passar al rei de les Espanyes.

## Donació del regne per Dharmapala
El 1579 Raja Sinha I va atacar Colombo però la guarnició portuguesa va resistir fins al febrer de 1581 quan van arribar reforços dirigits per Matias de Albuquerque, que després fou virrei (1591-1597) que van forçar la retirada dels atacants. Mentre a Colombo, el 12 d'agost de 1580, el rei Dharmapala, aconsellat pels franciscans, va fer donació del seu títol i regne (reduït a Colombo) a Dom Henrique de Avis que havia mort 7 mesos abans (si bé Dharmapala ho desconeixia) i, per tant, va passar a Felip II de les Espanyes que va jurar la individualitat de Portugal (amb un virrei portuguès dirigint el país) el 15 d'abril de 1581 i fou proclamat rei com a Felip I.
Raja Sinha va ocupar Uda Rata i va nomenar governador Wirasundara Mudiyanse. Karalliyadda va fugir a Trincomalee on va morir de verola junt amb membres de la seva família; la seva filla d'un any sota custòdia del nebot Jama Sinha Bandar, fou portada a Jaffna on va demanar protecció al rei tàmil. Wirasundara no va quedar satisfet i no va tardar a revoltar-se però fou mort per una traïció i els districtes rebels castigats severament. El fill de Wirasundara, Konappu, va fugir a Colombo on fou rebut per Dharmapala que li va donar com esposa a la filla de Sembahap Perumal.
El 4 de novembre de 1583 el rei Dharmapala va ratificar la donació del regne a Felip I de Portugal i II de les Espanyes després de la seva mort, desheretant als seus parents (que a la seva mort reclamaran el tron).

## Raja Sinha I ataca Colombo
Raja Sinha I estava al cim del seu poder i tota l'illa el reconeixia excepte la gent lleial a Dharmapala a Colombo i el rei nacional es va proposar conquerir Colombo. Va establir un campament a Buyagama a 15 km de Colombo; els forts de Nagalagama, Kaduwela i Rakgahawatta el protegien d'un atac per sorpresa i el riu Kelani Ganga assegurava un lloc de protecció segur i servia per portar materials de guerra; totes les energies del país es van posar al servei del rei de Sitawaka. Milers d'elefants hi van participar; es van preparar magatzems d'arròs, carros de bous per transport i tendes i dotzenes de ferrers, fuster etc. van començar a treballar en armament i tasques complementàries i enginys de setge; també es van disposar un centenar de canons i milers d'arcabussos que els singalesos havien aprés a construir i a fer servir millor que els seus mestres. Les acumulacions d'excrements d'animals de les coves d'Uwa es van utilitzar per obtenir un subministrament de salnitre, mentre que el sofre fou importat de Pèrsia. Es van fondre en abundància bales de plom i una sol·licitud va ser enviada a Achim (Atjeh) sultanat que en aquell moment lliurava guerra contra els portuguesos de Malaca, per un major suport en municions. Cada kafir malai i renegat portuguès fou contractat al servei del rei per portar l'artilleria i es va reclutar una guàrdia personal pel rei formada d'experts guerrers indis. Una assemblea de singalesos es va fer a Biyagama (Baigama) i cadascun va acabar sabent exactament la seva tasca. Tot això va inquietar als portuguesos.
El capità portuguès de Colombo, João de Correia de Brito (1583-1590) li va enviar una ambaixada amb regals i el rei va acceptar una treva que es va allargar a causa d'un intent d'enverinament del rei que va fracassar. Brito va demanar ajut a Goa i va reforçar les fortificacions a Colombo; el nord de la població va ser defensat amb una muralla i el bastió de São Tomé (al nord-oest) fou reparat mentre es va construir un bastió nou (São Joao) prop de la badia. El bastió de São Sebastiao i el llac eren les principals defenses junt amb la muralla de la riba que incloïa els bastions de São Gonçalo, São Miguel i Nossa Senhora de Conceicao (entre altres).
Finalment Raja Sinha I es va considerar a punt i va començar a moure un exèrcit de 50.000 homes que va travessar el riu Kelani i van arribar a Demata Goda el 4 de juliol de 1587 on es va formar el campament que fou assegurat amb empallissades i es va continuar un canal per buidar el llac que ja s'havia iniciat; una vegada acabat en 20 dies el llac es va anar buidant i les canoes portugueses ja no van poder navegar. El 4 d'agost van començar a avançar cap a les muralles: elefants, seguits de llancers, portadors, arquers i artillers; però l'artilleria portuguesa els va fer retrocedir: un segon atac va aconseguir ocupar alguns bastions però el contraatac portuguès els va fer retrocedir altre cop; per tercera vegada els singalesos van atacar però es van haver de retirar igualment. Es va iniciar llavors el setge i es va intentar un nou assalt el 20 d'agost combinat també per mar per intentar cremar els magatzems portuguesos, però no ho van aconseguir i es van haver de retirar i el 23 d'agost van arribar cinc vaixells amb municions pels portuguesos enviades des de Cochin i més tard van seguir altres vaixells de São Tomé i Goa; això va fer pujar els defensors a un total d'uns mil homes. El 4 d'octubre vuit vaixells singalesos van atacar el port que estava al comandament de Thome de Sousa, que havia estat nomenat capità major de la mar, i van lluitar de manera valenta fins que quatre vaixells foren enfonsats i llavors es van retirar. El 4 de desembre van arribar 150 soldats de reforç i es va anunciar l'arriba del ex capita Manuel de Sousa Coutinho, amb una expedició d'ajut que pretenia expulsar a Raja Sinha I de la rodalia de Colombo.
Raja Sinha I va fer un nou esforç, mentre les epidèmies s'estenien per Colombo (es sospitava que les fonts havien estat enverinades però segurament no era degut a altre cosa que al setge, amb molts morts i males condicions sanitàries, i al clima, amb els monsons). El 10 de gener de 1588 es va fer un darrer assalt que fou rebutjat; seguidament els singalesos van començar un bombardeig d'alguns bastions que va durar alguns dies i el 27 de gener es va fer un nou assalt igualment rebutjat. Els portuguesos van passar a l'ofensiva; els seus vaixells van devastar la costa sud. Kasgoda fou incendiada i Madampe destruïda igual que algunes zones properes. Galle i Weligama foren saquejades durant tres dies i Matara i Mirissa igualment saquejades i van seguir algunes altres poblacions fins que van retornar a Colombo on van arribar al 18 de febrer. Com que estaven arribant vaixells de Malaca, Raja Sinha va decidir retirar-se. El 21 de febrer el campament singalès fou incendiat pels mateixos singalesos i finalment aquests es van situar al darrere del riu Kelani Ganga. El 8 de març de 1593 Raja Sinha I va morir d'una infecció provocada per una ferida d'una canya al peu.

## Lluites per Kotte i Sitawaka
El regne singalès va caure en mans del regent anomenat el Perumal al que els nobles singalesos van veure amb desgrat. El Perumal aviat es va alarmar creient que la seva vida estava en perill i es va traslladar amb l'exèrcit a Menikkadawara, d'on es va posar en contacte en secret amb Pedro Homem Pereira, el capità a Colombo (1591-1594), comprometent-se a reconquistar el Regne de Kotte per a Dharmapala conservant el de Sitawaka per a ell mateix, en un termini de 12 mesos. Els portuguesos van acceptar ajudar-lo i reconèixer-lo com a rei amb el nom de Jayawira Bandara. Però de Sitawaka va sortir un exèrcit manat per Illangakon Mudaliyar i els oficials del Perumal van desertar; el propi Perumal va poder fugir amb 200 homes i 26 elefants cap a Colombo, on es va postrar davant Dharmapala al que va garantir la seva determinació de complir el que havia acordat.
Amb els seus seguidors i ajut portuguès es va apoderar de la posició de Kaduwela mentre es demanaven reforços a Goa; les guarnicions singaleses de Rakgaha Watta i Malwana foren expulsades i el principal exèrcit de Sitawaka derrotat a Gurubewila. El victoriós perumal Jayawira Bandara va ocupar Sitawaka amb molt poca resistència apoderant-se del gran tresor de Raja Sinha. Després Jayawira va caure sobre el disawani (província) de Matara i aviat va tenir quasi tot el regne de Kotte a les seves mans. Així dominava Kotte i Sitawaka i els portuguesos li tenien confiança (fins al punt que només tenien 12 homes a la guarnició).
La rapidesa amb què Jayawira havia complert la seva promesa, va afavorir els portuguesos. Dharmapala, ara altre cop rei de Kotte i legal gran rei de l'illa, era ja vell i no tenia fills; d'acord amb la donació feta, a la seva mort el regne passava al rei castellà de Portugal i llavors Kotte estaria sota el seu total control, i Sitawaka i Jaffna serien protectorats segurs i nominalment eren regnes supeditats al de Kotte, el rei del qual seria el de Portugal. Així que van decidir conquerir la resta de Ceilan: el regne de Uda Rata seria per Dona Catherina, la jove filla de Karaliyadda, que seria casada amb un portuguès, expulsant a Konappu que regnava amb el nom de Wimala Dharma Surya, i això fou encarregat a Pedro de Sousa, que s'havia destacat darrerament en la campanya de Malaca. Aquests projectes van acabar fracassant i Jayawira Bandara mort injustament pels mateixos portuguesos (que van posar al front del govern a Samarakon Rala, un noble singalès que s'havia fet cristià, que va residir a Galle).
Al Nadal de 1594 Jeronimo de Azevedo va succeir a Lopes de Sousa (1594-1613) i vuit dies després, amb Dharmapala al davant, es van dirigir a Sitawaka i van exercir severes represàlies. El palau de Raja Sinha fou reconstruït i Samarakon fou cridat des de Galle i se li va encarregar dirigir les operacions contra Wimala Dharma de Uda Rata. Aquesta tasca la va fer molt lentament i amb més d'una derrota. Wimala Dharma, que havia viscut anys amb els portuguesos, era un enemic més perillós que Raja Sinha. La guarnició de Colombo, molt reduïda i afectada per malalties i manca de subministraments, estava a la vora del motí. Una victòria de Domingos Correa contra el príncep de Uwa, que donava suport a Wimala Dharma, va assegurar un breu respir però el 17 de novembre de 1595 Domingos Correa es va revoltar contra Dharmapala i es va proclamar rei amb 700 seguidors. Aquest aventurer tenia menys de 30 anys, era fill d'Edirille Arachchi, interpret de Dharmapala, de religió cristiana i inicialment va ser elevat al rang de mudaliyar i després de la seva victòria va rebre el títol de Wikramasinha (Lleó Victoriós) i quan es va proclamar rei ho va fer amb el nom d'Edirille Bandara. Després de diverses lluites els portuguesos van poder tornar a Colombo amb el rei Dharmapala. En lluites posteriors Edirille Bandara fou apresat per Samarakon i fou executat el 14 de juliol de 1596.
En els mesos següents el capità Azevedo va cometre exaccions de tota mena i va intentar aprofitar en benefici propi l'extracció de gemmes. El rei Felip I (II) va tenir notícies d'aquests fets; el mateix rei Dharmapala li va escriure demanant que la seva persona fos tractada amb la dignitat deguda.

## Mort de Dharmapala
El rei Dharmapala va morir el 27 de maig de 1597. Fou enterrat al Convent de San Francesc. Així acabava el regne de Sinhala i Kotte passava a ser possessió portuguesa com un regne més de la corona dels Àustries però separat del regne de Portugal.
El 29 de setembre de 1597 es va fer el jurament del rei Felip en una assemblea convocada a Malwana i dirigida per vuit nobles singalesos catòlics (5 dels quals de la cort del rei difunt). A canvi s'exigia el respecte de les lleis singaleses. El cap principal, Dom Antao, va rebre del capità Azevedo l'estendard portuguès. El regne (format pels antics regnes de Kotte i Sitawaka) és dividida en 4 províncies (disawani): Matara a la costa sud; Saparagamuwa al nord de l'anterior, amb les muntanyes de Kanda Uda Rata fins al riu Walawe Ganga; seguia Quatre Korales fins al riu Kelani Ganga; i al nord, Set Korales, amb la mar a l'oest i fins Anuradhapura. Cadascuna estava dirigida per un gran noble amb títol de Disawa, que l'administrava econòmicament i amb poders judicials i militars, amb autoritat sobre altres funcionaris i sobre els mayorals (caps de població). El Disawa de Matara era el de rang més elevat i el que disposava de major nombre de forces (uns 12.000).